# 比斯克 (塔恩省)
比斯克（法語：Busque，法語發音：[bysk]）是法国奧克西塔尼大區塔恩省的一个市镇，属于卡斯特尔区。

## 地理
比斯克（43°46'58"N, 1°57'30"E）面积8.38 平方千米，位于法国奧克西塔尼大區塔恩省，该省份为法国南部内陆省份，北起顺时针与阿韦龙省、埃罗省、奥德省、上加龙省和塔恩-加龙省接壤。
与比斯克接壤的市镇（或旧市镇、城区）包括：格罗耶、拉贝西耶尔康代伊、佩罗勒、皮伯贡。
比斯克的时区为UTC+01:00、UTC+02:00（夏令时）。

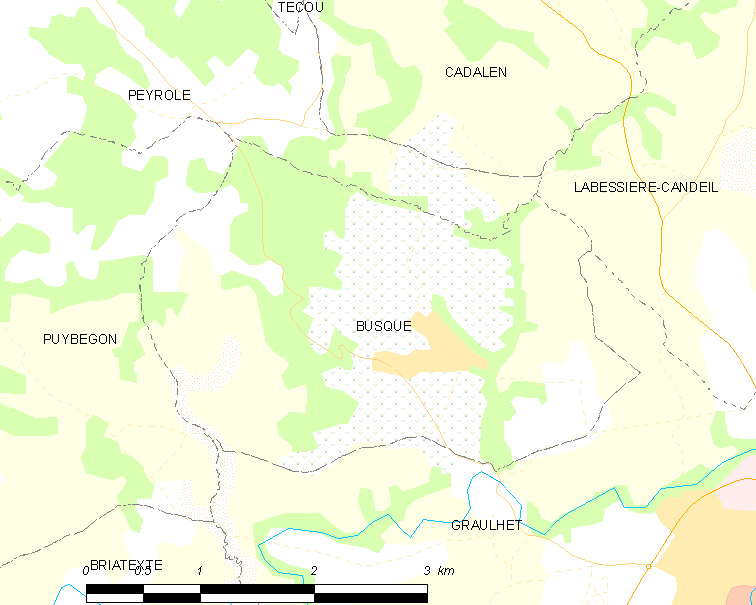
比斯克的OSM定位图

## 行政
比斯克的邮政编码为81300，INSEE市镇编码为81043。

## 政治
比斯克所属的省级选区为格罗耶县。

## 人口

1962-2008年间比斯克人口变化图示

比斯克于2022年1月1日时的人口数量为719人。